# A Private War
A Private War è un film del 2018 diretto da Matthew Heineman, al suo debutto come regista in un film.
Protagonista del film è Rosamund Pike nei panni della reporter di guerra del The Sunday Times Marie Colvin, inviata in Sri Lanka, Iraq, Afghanistan, Libia e Siria, dove morirà a 56 anni il 22 febbraio 2012 insieme al fotografo francese Rémi Ochlik.
La pellicola è l'adattamento cinematografico dell'articolo Marie Colvin’s Private War, uscito nel 2012 su Vanity Fair, scritto da Marie Brenner.

## Trama
Marie Colvin è una giornalista inviata in Sri Lanka dove, a causa di un'esplosione, perde la vista da un occhio. Ciò nonostante continua a recarsi nei posti di guerra per testimoniarne gli orrori.

## Produzione
Le riprese del film sono state effettuate nel 2017 in Giordania e a Londra.

## Promozione
Il primo trailer del film viene diffuso il 27 agosto 2018.

## Distribuzione
La pellicola è stata presentata in anteprima al Toronto International Film Festival il 7 settembre 2018 e proiettata al Mill Valley Film Festival il 4 ottobre 2018, e poi distribuita limitatamente nelle sale cinematografiche statunitensi a partire dal 2 novembre 2018 ed in tutto il paese dal 16 novembre. In Italia arriva dal 22 novembre dello stesso anno.

## Riconoscimenti
- 2019 - Golden Globe[7]
  - Candidatura per la migliore attrice in un film drammatico a Rosamund Pike
  - Candidatura per la migliore canzone originale (Requiem for a Private War)
- 2019 - Directors Guild of America Award
  - Candidatura per il miglior regista esordiente a Matthew Heineman
- 2019 - Satellite Award[8]
  - Candidatura per la miglior attrice in un film drammatico a Rosamund Pike
  - Candidatura per la miglior canzone originale a Requiem for a Private War
  - Candidatura per il miglior film indipendente

Nonostante le ottime recensioni iniziali, il film è stato un insuccesso dal punto di vista degli incassi: a fronte del budget stimato di $18.800.000, ne ha raggiunti meno di 4 milioni, in tutto il mondo.